# Oscar Vankesbeeckstadion
Het Oscar Vankesbeeckstadion is een voetbalstadion in de Belgische stad Mechelen, gelegen in het noordelijke stadsdeel Mechelen-Noord. Het is het thuisstadion van voetbalclub Racing Mechelen.
Het stadion ligt aan de Oscar Van Kesbeeckstraat, buiten de stadsring. Het stamt uit 1923 en is vernoemd naar de ex-voorzitter van de club: Oscar Van Kesbeeck. Het telt vandaag nog 6.123 plaatsen, waarvan ongeveer 1.300 zitplaatsen en enkele tientallen business-seats.

## Geschiedenis
Het complex werd feestelijk geopend met een competitiewedstrijd tegen Cercle Brugge op 2 september 1923, gewonnen met 3-4 door de Bruggelingen. De eerste tribune (1923-1947) was 80 meter lang en 14 meter hoog en telde 1.900 zitplaatsen. Er was een buffet aanwezig met een gelagzaal van 10 meter op 20, alsook een woning voor de chalethouder. Er was ook een turnzaal voorzien van 10 meter op 10 en 8 kleedkamers. Bij de opening van het stadion in juli 1923, waren er niet minder dan 40 journalisten aanwezig. Het ganse prestigieuze project was pas afgerond in november 1923. Hiervoor waren er reeds drie thuiswedstrijden gespeeld zonder tribunedak. Iedereen had geluk dat het tijdens die periode niet geregend had. Voor de rest telde het ovale stadion 21.000 staanplaatsen, langs alle kanten van het veld verdeeld over 16 trappen.
De hoofdtribune, gelegen aan de noordzijde, brandde in 1947 volledig af. Hierbij ging het volledige clubarchief verloren. Met de opbrengst van een benefietwedstrijd werd niet veel later een nieuwe tribune gebouwd. In dit gebouw zijn onder andere verscheidene bars, een restaurant, kleedkamers, en een sportzaal ingericht.
Aan de overzijde werden de staanplaatsen overdekt in 1948 met een houten dak-constructie. Dit gold voor de lengte van het hele veld. Later werd deze vervangen door een metalen exemplaar, dat evenwel niet meer de gehele lengte van het veld bedroeg.
Het stadion is in de loop van de geschiedenis verscheidene malen aangepast. Tijdens de periode 1975-1985 werden de stukken gronden achter beide doelen verkocht, wat de capaciteit terugbracht van ongeveer 21.000 naar 13.700. Ze werden ingenomen door appartementen, garages en woningen.
Vandaag mogen er nog iets meer dan 6.000 toeschouwers in het stadion.

## Beschrijving
Aan de zuidzijde liggen de overdekte staanplaatsen, de ene helft voor de bezoekers en de andere helft voor de lokale supporters. De oostzijde achter het doel kant Oscar van Kesbeeckstraat is een constructie met staanplaatsen waaronder garageboxen zijn verwerkt. Aan de westzijde zijn er geen voorzieningen voor toeschouwers.
Het stadion telt drie ingangen. De hoofdingang ligt aan de Oscar van Kesbeeckstraat, 70 meter zuidelijker ligt de ingang van de bezoekers, aan dezelfde straat, dicht tegen de Electriciteitsstraat. Aan de overzijde is er een bijkomende ingang via de Schorsmolenstraat.
Aan de noordzijde zijn er nog twee bijkomende voetbalvelden, die worden gebruikt voor trainingen en voor jeugdwedstrijden. Achter deze velden, ligt het complex van Racing Tennis, een tennisclub met een eigen bestuur, maar historisch verwant met de voetbalclub Racing Mechelen

## Plannen
In 2015 werden plannen ontvouwd tot sluiting van het stadion. Een bouwfirma had plannen om het sportcomplex tot woongelegenheden om te vormen
Eind 2022 heeft de stad Mechelen echter het stadion teruggekocht van de projectontwikkelaar. De club kreeg de erfpacht over de site voor 90 jaar.
April 2024 stelde Racing Mechelen een eerste, voorlopig, ontwerp voor van een nieuwe voetbalstadion dat de club wilt bouwen ter vervanging van het huidige.

## Foto's

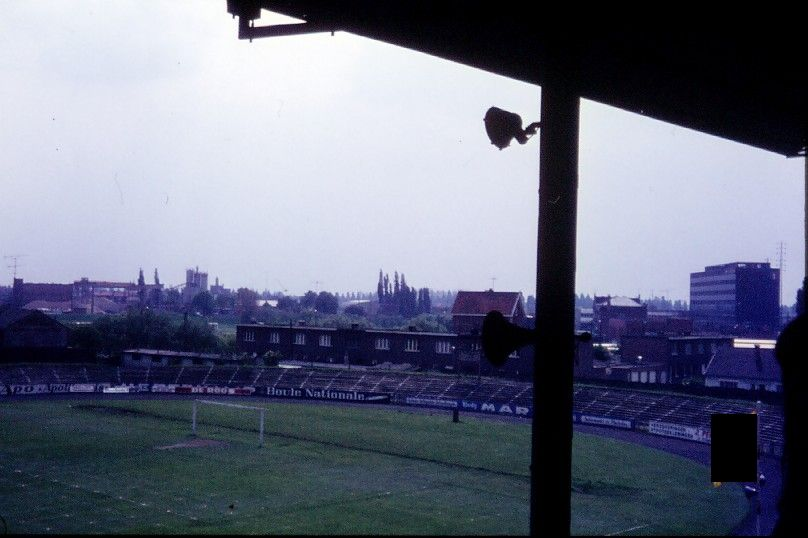
1964, kijkrichting: zuidwest
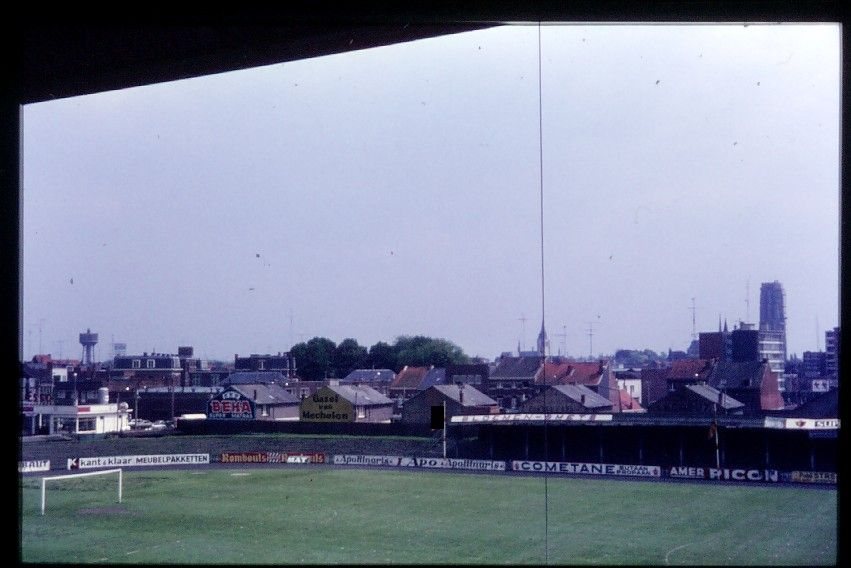
1964, kijkrichting: zuidoost
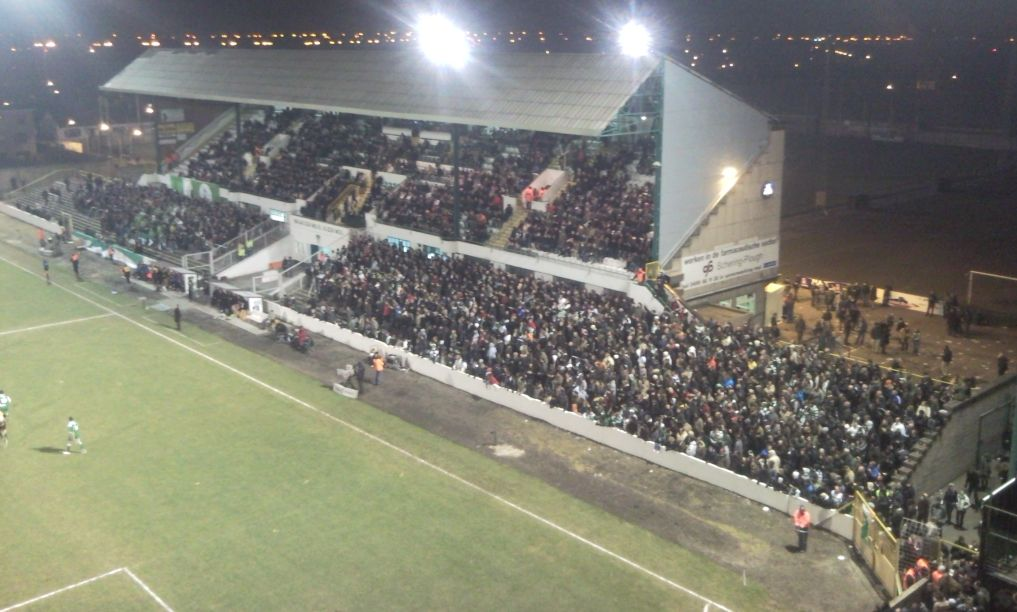
Wedstrijd Racing Mechelen - Lierse op 28-1-2009